# Умка (мультфильм)
«У́мка» — советский рисованный мультфильм 1969 года, созданный режиссёрами Владимиром Пекарем и Владимиром Поповым на студии «Союзмультфильм». Автор сценария — писатель Юрий Яковлев.
Мультфильм и его продолжение «Умка ищет друга» получили огромную популярность благодаря удачно придуманному и нарисованному образу белого медвежонка и его мамы-медведицы, голосам актёров, музыке Евгения Крылатова и песне (колыбельной) медведицы в исполнении Аиды Ведищевой.
В 2019 году вышел заключительный мультфильм «Умка на ёлке», приуроченный к юбилею первого мультфильма о медвежонке. Таким образом, серия фильмов про Умку, его маму и мальчика-друга стала трилогией.

## Сюжет
Белый медвежонок по имени У́мка (от чук. умӄы и коряк. умӄа — «самец белого медведя») узнает от мамы-медведицы о существовании людей и много спрашивает о них. Мама-медведица рассказывает о людях, но и предостерегает (от них пахнет дымом). Потом Умка случайно знакомится с мальчиком-чукчей, сравнивает его и себя. Завязывается дружба. Однако люди уходят из той местности, где жил Умка. Медвежонок опечален. Он хочет найти своего друга.

## Создатели
- автор сценария — Юрий Яковлев
- режиссёры и художники-постановщики: Владимир Пекарь и Владимир Попов
- композитор — Евгений Крылатов
- оператор — Нина Климова
- звукооператор — Борис Фильчиков
- ассистент — Лидия Никитина
- монтаж — Валентина Турубинер
- роли озвучивали:
  - Маргарита Корабельникова — Умка
  - Клара Румянова — мальчик-чукча
  - Вера Попова — Медведица (вокал — Аида Ведищева)
- художники-мультипликаторы: Дмитрий Анпилов, Лера Рыбчевская, Ольга Орлова, Виктор Шевков
- редактор — Пётр Фролов
- директор картины — Фёдор Иванов

## Музыка и песни
Композитор Евгений Крылатов написал музыку к этому мультфильму. Песенку «Колыбельная медведицы» исполнила Аида Ведищева. Автор текста — Ю. Яковлев. Эта песенка выпускалась в сборниках «Песенки из мультфильмов» фирмой «Мелодия» на детских пластинках (Д-00030781 и другие), магнитофонных бобинах и компактных аудиокассетах «Свема». С 1992 года песня перевыпущена предприятием «Апрелевка Саунд», а вместе с ним и в других сборниках фирмами «Мороз Рекордз», «Твик Лирек» и других на кассетах и компакт-дисках, а с 1999 года — на дисках MP3, позже WMA.

## Издания
- В 1995 году фирма «Twic Lyrec» выпустила на аудиокассету аудиосказку по одноимённому мультфильму с текстом Александра Пожарова, вместе с аудиосказкой по мультфильму «Умка ищет друга» и песнями на стихи Юрия Энтина.
- В 1990-е годы мультфильм выпущен на видеокассетах в сборниках мультфильмов разными студиями; например — «Лучшие советские мультфильмы» Studio PRO Video в середине 1990-х, и студией «Союз» с того же времени.
- В 2000-е годы мультфильм выпущен на DVD-дисках во 2 выпуске «Золотой коллекции любимых мультфильмов».

## Выставки
- «Известия»: Умка, Муми-тролли, Винни-Пух и все-все-все стали экспонатами Выставка «Герои анимации». Александра Сопова 28.10.2012.
- Выставка «Герои анимации» «Большой Фестиваль Мультфильмов», Государственный центральный музей кино и Центр дизайна ARTPLAY представляют выставку, посвящённую столетию российской анимации. 28.10.2012

## Продолжения
В 1970 году вышло продолжение мультфильма «Умка ищет друга». В 2006 году был снят мультфильм «Элька», в котором Умка является дедушкой главного одноимённого героя, однако сам Умка там играет второстепенную роль.
В ознаменование 50-летия со времени выхода на экраны первой серии мультфильма об Умке на киностудии «Союзмультфильм» 14 декабря 2019 года состоялась премьера его третьей части под названием «Умка на ёлке».
12 марта 2020 года было объявлено о планах киностудии «Союзмультфильм» выпустить сериал про Умку, в котором будет 26 эпизодов. На его создание потребовалось более двух с половиной лет. Мультсериал был выпущен 21 октября 2022 года.
Памятные монеты Банка России 2021 года